# Gabrielle Donnay
Gabrielle Donnay   (Kamienna Góra, 21 de març de 1920 - 4 d'abril de 1987), de soltera Gabrielle Hamburger, va ser una cristal·lògrafa i historiadora de la ciència nord-americana d'origen alemany.
Va néixer a Landeshut, Alemanya (ara Kamienna Góra, Polònia) el 1920 i va emigrar als Estats Units el 1937. Va rebre el seu Bachelor of Arts de la UCLA amb els més alts honors en química el 1941 i va ser guardonada amb un doctorat en filosofia el 1949 pel MIT. Després va anar a treballar a la Carnegie Institution de Washington, on va conèixer i es va casar amb Joseph Désiré Hubert Donnay aquell mateix any. Quan es va retirar de Johns Hopkins el 1970, va ser contractada com a membre de la facultat per la Universitat McGill al Canadà.
Donnay va publicar Laboratory Manual in Crystallography basat en les seves classes a McGill i Women in the Geological Sciences in Canada per corregir les injustícies que va percebre en el camp de la geologia dominat pels homes. Va ser guardonada amb la Past Presidents' Medal de la Mineralogical Association of Canada el 1983. Ella i el seu marit van col·laborar amb freqüència i van publicar dues edicions de "Crystal Data" el 1954 i el 1963 recopilant les recerques de tots els cristal·lògrafs.
L'any 1974 va ser aprovada la gaidonnayita, una nova espècie anomenada en honor seu Gabrielle "Gai" Donnay. Quatre anys més tard, el 1978, els investigadors George Y. Chao, Paul R. Mainwaring i Judith Baker van publicar la descripció de la donnayita-(Y), una nova espècie mineral aquest cop anomenada en honor seu i del seu marit, per les seves importants contribucions a la cristal·lografia.